# 811 Nauheima
A 811 Nauheima (ideiglenes jelöléssel 1915 XR) a Naprendszer kisbolygóövében található aszteroida. Max Wolf fedezte fel 1915. szeptember 8-án.